# Åbosyssel

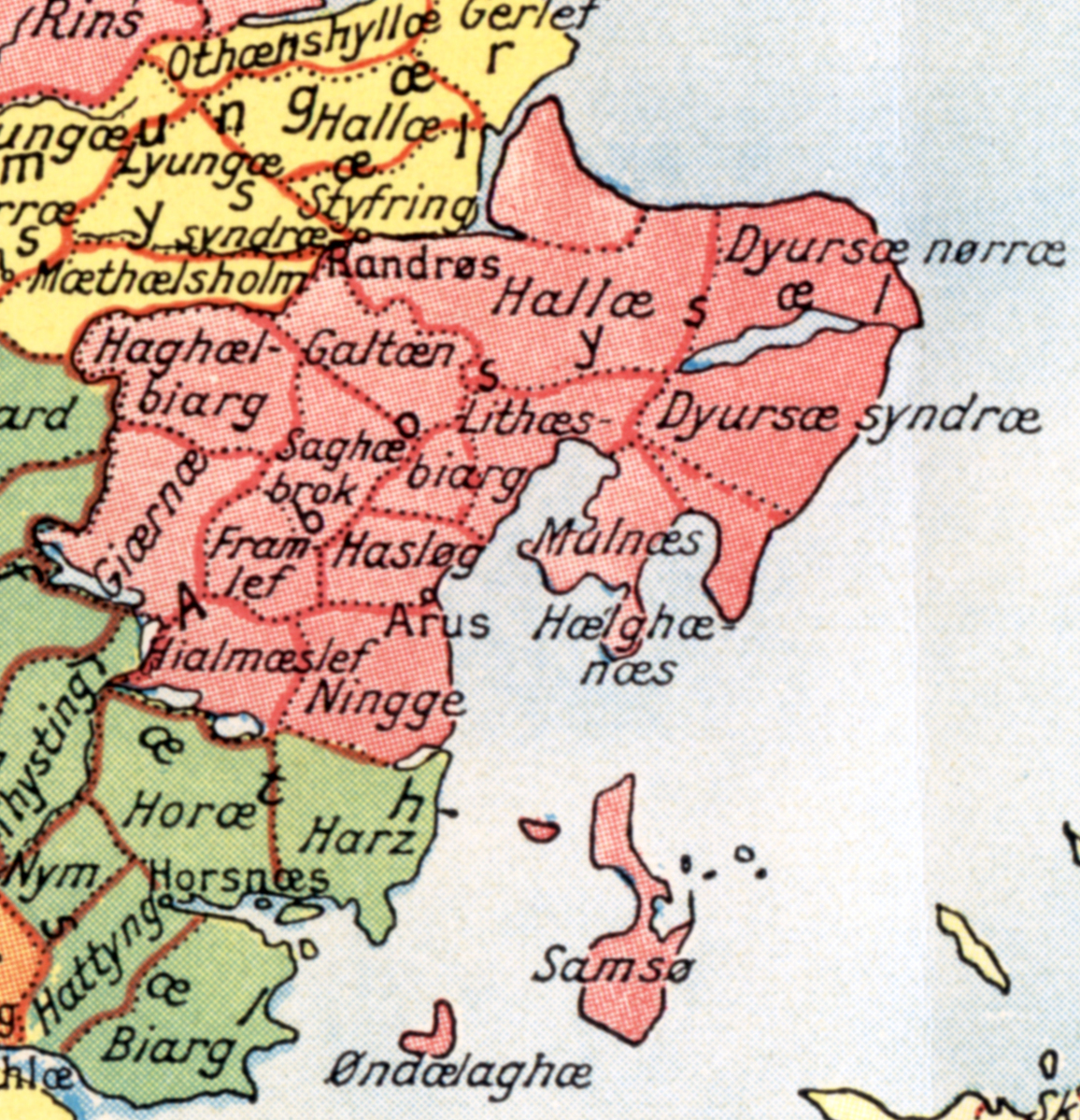
Åbosyssel i rött med dess ingående härader.

Åbosyssel var ett syssel i Danmark under medeltiden. Det bestod av Houlbjergs, Galtens, Sønderhalds, Rougsø, Djurs Nørre, Djurs Sønders, Mols, Øster Lisbjergs, Vester Lisbjergs, Sabro, Gjerns, Hjelmslevs, Framlevs, Hasle och Nings härader. Det anses ha fått sitt namn från Åbo i Ormslevs socken, Nings härad, där det tidigare funnits en borg.